# Xã Blooming Grove, Quận Pike, Pennsylvania
Xã Blooming Grove (tiếng Anh: Blooming Grove Township) là một xã thuộc quận Pike, tiểu bang Pennsylvania, Hoa Kỳ. Năm 2010, dân số của xã này là 4.819 người.